# Grintovec, Ivančna Gorica
Grintovec este o localitate din comuna Ivančna Gorica, Slovenia, cu o populație de 81 de locuitori.